# كلاوس ديبياسي
كلاوس ديبياسي (Klaus Dibiasi) هو لاعب أولمبي لرياضة غطس من إيطاليا. شارك في الأولمبياد الصيفي في 1964–1976، وفاز بما مجموعه 5 ميداليات.

## الميداليات
| ذهب | فضة | برونز | المجموع |
| 3   | 2   | 0     | 5       |

## روابط خارجية
- كلاوس ديبياسي على موقع الاتحاد الدولي للسباحة (الإنجليزية)
- كلاوس ديبياسي على موقع قاعة مشاهير السباحة العالمية (الإنجليزية)
- كلاوس ديبياسي على موقع اللجنة الأولمبية الدولية (الإنجليزية)
- كلاوس ديبياسي على موقع أوليمبيديا (الإنجليزية)
- كلاوس ديبياسي على موقع اللجنة الأولمبية الإيطالية (الإيطالية)
- كلاوس ديبياسي على موقع CONI honoured athlete website (الإيطالية)